# Autopase
El autopase es, en el ámbito del fútbol, un movimiento que consta de darse el pase a uno mismo, es decir, efectuar un desplazamiento del balón con la intención de recogerlo uno mismo para así desbordar al oponente. Es una jugada típica y muy fácil de realizar.

## Historia
El autopase más común, teniendo un jugador rival en frente, es el de efectuar el movimiento del balón, por un lado, y que el jugador pase por el otro, dejando así que el balón pase por un lado y el jugador por el otro y así poder obtener éste consecutivamente.
Una jugada conocida de esta magnitud fue la que efectuó el futbolista de la selección brasileña, Pelé, en la Copa Mundial de Fútbol de 1970 ante Uruguay, quien, al recibir el pase de un compañero de izquierda a derecha, la dejó pasar sin tocarla y así desorientar a Mazurkiewicz, quien se quedó estático y sin reacción, y quedó de cara al arco, en el lado derecho y con el ángulo cerrado, que finalmente luego de su remate no terminó en gol.
Otro futbolista en hacer esta maniobra fue el neerlandés Dennis Bergkamp jugando por el Arsenal F. C., de la Premier League, en la que durante un partido contra el Newcastle el 2 de marzo de 2002, recibió la pelota de izquierda a derecha y, con un toque preciso con su pierna izquierda, la metió por la derecha y dio media vuelta por el otro lado, quedando así cara a cara con el portero contrario y convirtiendo el gol.